# Deutsche Vulkanstraße

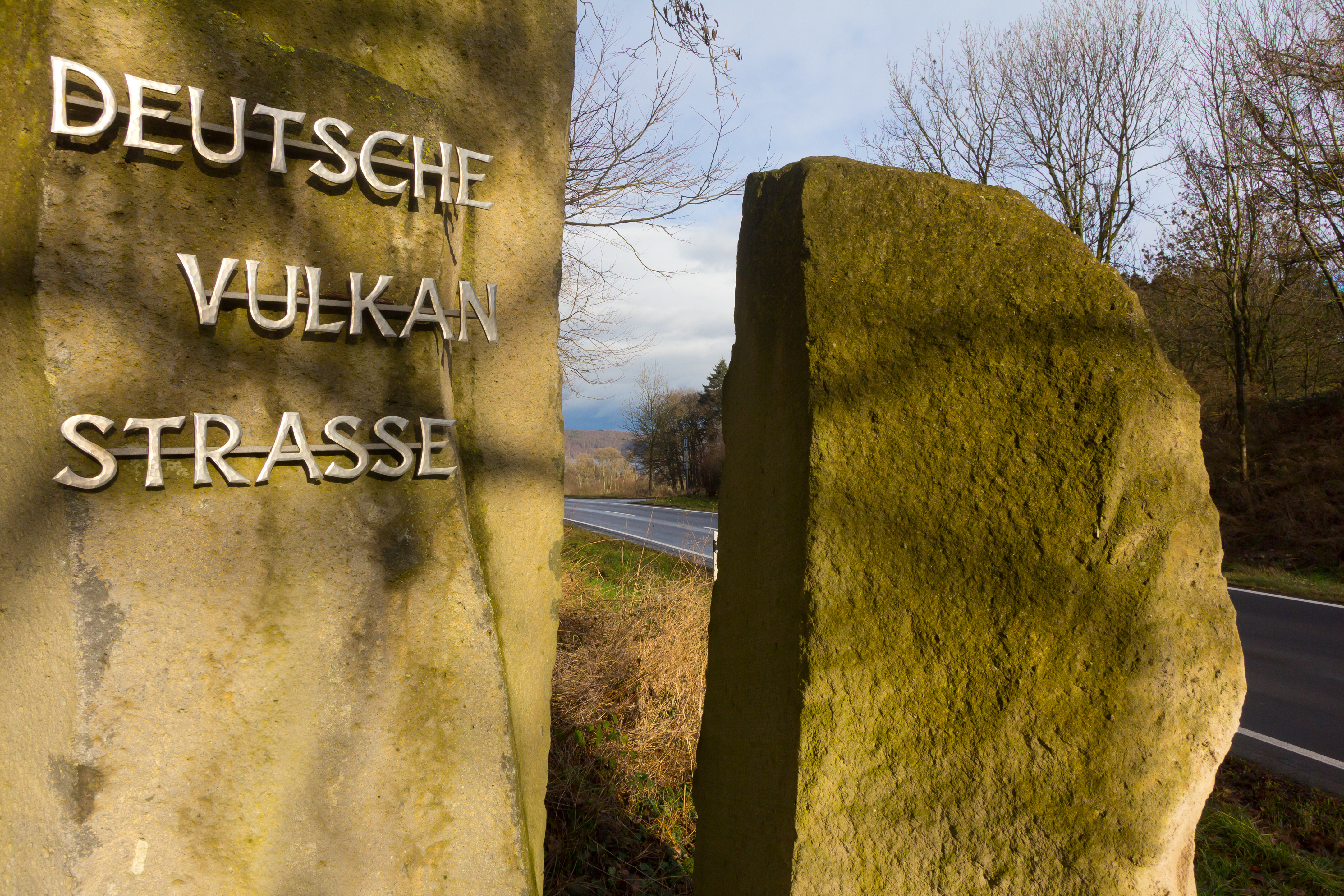
Startpunkt der Deutschen Vulkanstraße kurz vor Station 1 mit Blick auf den Laacher See

Die Deutsche Vulkanstraße ist eine 280 Kilometer lange Touristik-Route vom Rhein bis in die Hohe Eifel. Sie verbindet 39 Standorte des Geoparks Laacher See und des Geoparks Vulkaneifel in der Vulkaneifel, an denen geologische, kulturhistorische und industriegeschichtliche Natur- und Kulturdenkmäler zum Thema Eifelvulkanismus touristisch erschlossen sind.
Das Projekt entstand 2008 in Zusammenarbeit der Landkreise Ahrweiler, Bernkastel-Wittlich, Cochem-Zell, Mayen-Koblenz und Vulkaneifel. Die Auswahl der 39 Stationen oblag der Deutschen Vulkanologischen Gesellschaft (DVG).

## Verlauf
| Station    | Name | Bild                    |
| ---------- | --- | ----------------------- |
| Station 1  | Parkplatz am Erntekreuz mit Blick auf den Laacher See                                                                             |                         |
| Station 2  | Abtei Maria Laach, Glees |                         |
| Station 3  | Eppelsberg, Schlackenvulkan | Eppelsberg im Jahr 2006 |
| Station 4  | Römerbergwerk Meurin, bei Kruft                                                                                                   |                         |
| Station 5  | Infozentrum Rauschermühle | Vulkanpark Infozentrum  |
| Station 6  | Deutsches Vulkanmuseum Mendig – Lava-Dome, Mendig                                                                                 |                         |
| Station 7  | Wingertsbergwand |                         |
| Station 8  | Mayener Grubenfeld |                         |
| Station 9  | Gleitfalte Dachsbusch, Glees |                         |
| Station 10 | Kontakt Devon-Trass, Kurfürstenbrunnen und Angelika-Quelle                                                                        |                         |
| Station 11 | Trasshöhlen |                         |
| Station 12 | Bausenberg, Hufeisenkrater bei Niederzissen                                                                                       |                         |
| Station 13 | Infozentrum Vulkanpark Brohltal/Laacher See in Niederzissen                                                                       |                         |
| Station 14 | Tuffsteinzentrum Weibern |                         |
| Station 15 | Hohe Acht (746,9 m) |                         |
| Station 16 | Steinbruch am Raustert |                         |
| Station 17 | Mosbrucher Weiher |                         |
| Station 18 | Ulmener Maar |                         |
| Station 19 | Vulcano-Plattform, Steineberg |                         |
| Station 20 | Thermalquellen und Käsegrotte, Bad Bertrich                                                                                       |                         |
| Station 21 | Immerather Maar, Maarsee |                         |
| Station 22 | Pulvermaar |                         |
| Station 23 | Vulkanhaus Strohn |                         |
| Station 24 | Holzmaar, Maarsee |                         |
| Station 25 | Dürres Maar und Hitsche Maar |                         |
| Station 26 | Weinfelder Maar |                         |
| Station 27 | Gemündener Maar |                         |
| Station 28 | Vulkanmuseum Daun |                         |
| Station 29 | Dreiser Weiher |                         |
| Station 30 | Basaltbruch Arensberg |                         |
| Station 31 | Palagonit-Tuffring und Vulkangarten, Steffeln                                                                                     |                         |
| Station 32 | Mühlsteinhöhlen im Rother Kopf (Eis)                                                                                              |                         |
| Station 33 | Papenkaule und Hagelskaule bei Gerolstein                                                                                         |                         |
| Station 34 | Blockhalden, Hundsbachtal |                         |
| Station 35 | Kaltwassergeysir „wallender Born“ in Wallenborn                                                                                   |                         |
| Station 36 | Meerfelder Maar |                         |
| Station 37 | Mosenberg-Reihenvulkan mit Hinkelsmaar                                                                                            |                         |
| Station 38 | Maarmuseum, Manderscheid |                         |
| Station 39 | Gesteinsfalten im Grundgebirge bei Manderscheid. Zu sehen auf der GEO-Route Manderscheid "Falbachtal" an der Station "Aufschluss" |                         |